# Бенефіціарний власник
Кінцевий бенефіціарний власник — особа або кілька осіб, які прямо або непрямо володіють юридичною особою або істотно впливають на прийняття цією особою рішень.

## Особливості статусу
Бенефіціарний власник може бути не вказаний в правовстановлюючих документах, будучи при цьому фактичним власником всіх активів і отримуючи вигоду з діяльності організації, не розкриваючи при цьому свою особистість.

## Приховування доходів
Бенефіціарні власники часто ховаються за ланцюжком з номінальних фірм і директорів, що може використовуватися для нелегальних цілей, наприклад, для відмивання доходів, одержаних злочинним шляхом, фінансування тероризму, здійснення корупції. В легальних цілях такі власники можуть приховувати особистість для податкового планування.

## В Україні
Законодавство України вимагає від юридичних осіб розкривати відомості про бенефіціарного власника. Лише в 2020 році були прийняті вимоги надавати державному реєстратору документи, які підтверджують відомості про бенефіціарного власника. До цього відомості надавалися без підтверджувальних документів.
17 серпня 2017 уряд України підтримав ініціативу Transparency International Ukraine щодо передачі інформації про бенефіціарних власників українських компаній до Глобального реєстру та відкрив реєстр власників.